# Saroja
Sarojahöhe, Saroja (1658 m n.p.m.) – szczyt górski w Alpach Wschodnich w paśmie Rätikon, położony na granicy Liechtensteinu i Austrii.
Zachodnie i północno-zachodnie zbocze jest porośnięte lasem i opada stosunkowo stromo ku osadom Nendeln i Schaanwald, natomiast wschodni stok jest łagodniejszy, porośnięty trawami i delikatnie opada ku dolinie rzeki Saminy. Szczyt położony jest na północ od Sattelspitz, przełęczy Sarojasattel i masywu Drei Schwestern.
Szczyt położony jest w liechtensteińskiej gminie Eschen w Unterlandzie i jest jedynym nazwanym wzniesieniem o wysokości przekraczającej 1000 m n.p.m. w tym okręgu, a więc jego najwyższym punktem.